# RNF213
RNF213‏ (Ring finger protein 213) هوَ بروتين يُشَفر بواسطة جين RNF213 في الإنسان.